# Giovanni IV del Monferrato
Giovanni IV Paleologo (24 giugno 1412 – 19 gennaio 1464) fu marchese del Monferrato.

## Biografia
Figlio primogenito di Giovanni Giacomo del Monferrato (1395 – 1445) e di Giovanna di Savoia (1392 – 1460), Giovanni IV partecipò come protagonista agli avvenimenti politici che insanguinarono il Piemonte di quegli anni. La guerra condotta da Amedeo VIII contro i Paleologi (che si risolse con la sconfitta di questi ultimi), coinvolse anche Giovanni, che venne imprigionato da Amedeo e utilizzato come ostaggio nelle trattative con il marchese Giovanni Giacomo.
In seguito alla guerra scoppiata a seguito della morte senza eredi di Filippo Maria Visconti, Giovanni IV militò al servizio di Venezia.
Dopo la resa a Francesco Sforza e la crisi successiva, la notizia della caduta di Costantinopoli nelle mani dei turchi lasciò quasi indifferente la corte monferrina, nonostante il legame di parentela con i Paleologi di Bisanzio: Giovanni IV non poteva infatti porsi a capo di una crociata, data la situazione desolante delle casse dello stato.
L'8 gennaio 1464 riceve dall'imperatore Federico III del Sacro Romano Impero il titolo di Principe dell'Impero e di Vicario imperiale in Italia.
Alla sua morte, lasciò due figlie e un figlio, tutti di minore età. La successione avvenne con Guglielmo VIII, il fratello minore.

## Matrimonio e discendenza
Giovanni sposò in tarda età Margherita di Savoia (1439 – 1483), figlia di Ludovico di Savoia, nonostante non corresse buon sangue tra le due famiglie. Dal matrimonio, celebrato il 2 maggio 1458, nacque una figlia:
- Elena Margherita (1459/1463 – 25 luglio 1496), sposò nel 1480 Viktorin Poděbrad, Duca di Münsterberg e Conte del S.R.I. (1443 - 1500).

Ebbe inoltre due figli illegittimi:
- Sara, fidanzata nel novembre 1451[1] a Niccolò di Jacopo Piccinino (?-1464)
- Scipione (1463 – assassinato, 25 marzo 1485), abate di Lucedio, fu eliminato da Ludovico II di Saluzzo per timori di una sua possibile successione al Monferrato.

## Ascendenza
|                                 |                     |                       | Genitori               |  |  | Nonni |  |  | Bisnonni                   |  |  | Trisnonni                |  |
|                                 |                     |                       |                        |  |  |       |  |  | Giovanni II del Monferrato |  |  | Teodoro I del Monferrato |  |
|                                 |                     |                       |                        |  |  |       |  |  | Giovanni II del Monferrato |  |  | Teodoro I del Monferrato |  |
|                                 |                     | Argentina Spinola     |                        |  |  |       |  |  | Giovanni II del Monferrato |  |  |                          |  |
| Teodoro II del Monferrato       |                     |                       |                        |  |  |       |  |  | Giovanni II del Monferrato |  |  |                          |  |
|                                 |                     | Elisabetta di Maiorca | Giacomo III di Maiorca |  |  |       |  |  |                            |  |  |                          |  |
|                                 |                     | Elisabetta di Maiorca | Giacomo III di Maiorca |  |  |       |  |  |                            |  |  |                          |  |
|                                 |                     | Elisabetta di Maiorca | Costanza d'Aragona     |  |  |       |  |  |                            |  |  |                          |  |
| Giovanni Giacomo del Monferrato |                     | Elisabetta di Maiorca |                        |  |  |       |  |  |                            |  |  |                          |  |
|                                 |                     | Roberto I di Bar      | Enrico IV di Bar       |  |  |       |  |  |                            |  |  |                          |  |
|                                 |                     | Roberto I di Bar      | Enrico IV di Bar       |  |  |       |  |  |                            |  |  |                          |  |
|                                 |                     | Roberto I di Bar      | Yolanda di Dampierre   |  |  |       |  |  |                            |  |  |                          |  |
| Giovanna di Bar                 |                     | Roberto I di Bar      |                        |  |  |       |  |  |                            |  |  |                          |  |
|                                 |                     | Maria di Valois       | Giovanni II di Francia |  |  |       |  |  |                            |  |  |                          |  |
|                                 |                     | Maria di Valois       | Giovanni II di Francia |  |  |       |  |  |                            |  |  |                          |  |
|                                 |                     | Maria di Valois       | Bona di Lussemburgo    |  |  |       |  |  |                            |  |  |                          |  |
| Giovanni IV del Monferrato      |                     | Maria di Valois       |                        |  |  |       |  |  |                            |  |  |                          |  |
|                                 | Amedeo VI di Savoia | Aimone di Savoia      |                        |  |  |       |  |  |                            |  |  |                          |  |
|                                 | Amedeo VI di Savoia | Aimone di Savoia      |                        |  |  |       |  |  |                            |  |  |                          |  |
|                                 | Amedeo VI di Savoia | Violante Paleologa    |                        |  |  |       |  |  |                            |  |  |                          |  |
| Amedeo VII di Savoia            | Amedeo VI di Savoia |                       |                        |  |  |       |  |  |                            |  |  |                          |  |
|                                 |                     | Bona di Borbone       | Pietro I di Borbone    |  |  |       |  |  |                            |  |  |                          |  |
|                                 |                     | Bona di Borbone       | Pietro I di Borbone    |  |  |       |  |  |                            |  |  |                          |  |
|                                 |                     | Bona di Borbone       | Isabella di Valois     |  |  |       |  |  |                            |  |  |                          |  |
| Giovanna di Savoia              |                     | Bona di Borbone       |                        |  |  |       |  |  |                            |  |  |                          |  |
|                                 |                     | Giovanni di Valois    | Giovanni II di Francia |  |  |       |  |  |                            |  |  |                          |  |
|                                 |                     | Giovanni di Valois    | Giovanni II di Francia |  |  |       |  |  |                            |  |  |                          |  |
|                                 |                     | Giovanni di Valois    | Bona di Lussemburgo    |  |  |       |  |  |                            |  |  |                          |  |
| Bona di Berry                   |                     | Giovanni di Valois    |                        |  |  |       |  |  |                            |  |  |                          |  |
|                                 |                     | Giovanna d'Armagnac   | Giovanni I d'Armagnac  |  |  |       |  |  |                            |  |  |                          |  |
|                                 |                     | Giovanna d'Armagnac   | Giovanni I d'Armagnac  |  |  |       |  |  |                            |  |  |                          |  |
|                                 |                     | Giovanna d'Armagnac   | Beatrice di Clermont   |  |  |       |  |  |                            |  |  |                          |  |
|                                 |                     | Giovanna d'Armagnac   |                        |  |  |       |  |  |                            |  |  |                          |  |